# Sagara Yoshiharu
Sagara Yoshiaki (相良義陽, 1er mars 1544 - 27 décembre 1581) est un daimyo de l'époque Sengoku de l'histoire du Japon qui dirige une région dans la partie sud de la province de Higo. Ses descendants sont confirmés dans leurs possessions du domaine de Hitoyoshi et y demeurent daimyos jusqu'à la restauration de Meiji. Il est le père de Sagara Yorifusa.

## Source de la traduction
- (en) Cet article est partiellement ou en totalité issu de l’article de Wikipédia en anglais intitulé « Sagara Yoshiharu » (voir la liste des auteurs).